# The Simpsons: Virtual Springfield
The Simpsons: Virtual Springfield je počítačová hra pro Microsoft Windows a Macintosh vydaná v roce 1997 firmou Fox Interactive. Byla vyvinutá společností Digital Evolution. Virtual Springfield umožňuje jednomu či dvěma hráčům, aby prozkoumali 3D simulaci Springfieldu, smyšleného města známého z animovaného seriálu Simpsonovi. Je možné navštívit důvěrně známé lokality, včetně Nálevny u Vočků, Krustyho studia, Springfieldské základní školy a domu Simpsonových. Cílem hry je odemknout všechny tajné oblasti na mapě.